# Roncocreagris salgadoi
Espèce
Roncocreagris salgadoi est une espèce de pseudoscorpions de la famille des Neobisiidae.

## Distribution
Cette espèce est endémique de Galice en Espagne. Elle se rencontre à Folgoso do Courel dans la grotte Cova do Eixe.

## Description
La femelle holotype mesure 2,85 mm et la femelle paratype 3,22 mm.

## Étymologie
Cette espèce est nommée en l'honneur de José María Salgado.

## Publication originale
- Zaragoza, 2002 : Dos nuevos Roncocreagris cavernícolas de Galicia (Arachnida, Pseudoscorpiones, Neobisiidae). Revista Iberica de Aracnologia, vol. 5, no 1, p. 91-98 (texte intégral).